# اوشن بلاف-برنت راک (ماساچوست)
اوشن بلاف-برنت راک (به انگلیسی: Ocean Bluff-Brant Rock) یک حوزه سرشماری در ایالات متحده آمریکا است که در شهرستان پلیموث، ماساچوست واقع شده‌است. اوشن بلاف-برنت راک ۱۱٫۳ کیلومتر مربع مساحت و ۴٬۹۷۰ نفر جمعیت دارد.